# Virey-sous-Bar
Virey-sous-Bar è un comune francese di 646 abitanti situato nel dipartimento dell'Aube nella regione del Grand Est.

## Società

### Evoluzione demografica
Abitanti censiti